# Crisant I
Crisant I de Constantinoble (en grec Χρύσανθος) va ser patriarca de Constantinoble des de l'any 1824 al 1826.
Abans del seu nomenament al patriarcat, va ser Metropolità de Cesarea. Tenia una bona educació, però el seu comportament supersticiós li va crear molts enemics. Calumniat, va ser deposat pel sultà otomà el 26 de setembre de 1826.